# O Construtor de Universos
O Construtor de Universos (The Maker of  Universes no original em inglês) é um romance de ficção científica escrito por Philip José Farmer e lançado em 1965, e publicado em Portugal pela Colecção Argonauta com o número 161.

## Sinopse
Robert Wolff é um sessentão com um passado misterioso, casado com uma megera. Um belo dia, ouve o som de uma trombeta e descobre a passagem para um universo particular, governado por um deus e habitado por criaturas mitológicas e exóticas, onde poderá não só reencontrar a juventude perdida mas a chave para desvendar o próprio passado.